# Centrophorus moluccensis
El quelvacho de aleta corta, Centrophorus moluccensis, es una especie de tiburón perro de aguas profundas, es de tamaño mediano.

## Características físicas
El quelvacho de aleta corta carece de aleta anal, dos aletas dorsales con espinas, aletas pectorales un poco más  largas, y una profunda muesca aleta caudal. Su longitud máxima es de 98 cm.

## Distribución
El quelvacho de aleta corta se encuentra en el oeste de Océano Índico de Sudáfrica y Mozambique, y el oeste de Pacífico de Honshū, Japón, Indonesia, Nuevas Hébridas, Nueva Caledonia, y el sur de Australia.

## Hábitos y hábitat
El quelvacho de aleta corta es un tiburón es común en aguas profundas. Ellos viven cerca del fondo entre 130 y 820 m. Son ovovivíparos y pueden dar a luz hasta 2 crías por camada. Sus alimentos favoritos son los peces y crustáceos, otros tiburones más pequeños, y moluscos.